# Нижньоярська сільська рада
Нижньоя́рська сільська рада (рос. Нижнеярский сельский совет) — сільське поселення у складі Далматовського району Курганської області Росії.
Адміністративний центр — село Нижній Яр.
Населення сільського поселення становить 213 осіб (2017; 271 у 2010, 491 у 2002).

## Склад
До складу сільського поселення входять:
| Населений пункт     | Населення, осіб (2002) | Населення, осіб (2010) |
| ------------------- | ---------------------- | ---------------------- |
| Максимово, присілок | 130                    | 66                     |
| Нижній Яр, село     | 361                    | 205                    |